# Lukács Sári
Lukács Sári, Lackenbacher Sarolta (Szára) (Nagykanizsa, 1892. október 21. – Budapest, 1937. július 8.) színésznő, énekesnő.

## Pályafutása
Szülei Lackenbacher Zsigmond zalalövői kereskedő és Grünser Julianna. 1913-ban szerezte diplomáját a Zeneakadémián, ahol Szabados Béla tanítványa volt. 
1913 szeptember havában Kecskemétre szerződött, 1914 őszén Miskolcra, majd a Fővárosi Orfeum tagja lett, ahonnan 1916 március havában a Modern Színpadhoz szerződött. 1917-ben a Belvárosi Színház tagja lett és 1917. október 17-én Budapesten nőül ment Havas Ernő népfelkelő mérnökhadnagyhoz. Egy év múlva a színháztól megvált, külföldi körútra indult. Budapesttől november 24-én klasszikus műsorú hangversennyel búcsúzott. 
Férjétől megözvegyült, majd 1934. június 8-án Budapesten feleségül ment Schimel Ármin kereskedőhöz. Halálát mellrák okozta.